# Arany Kamera
Az Arany Kamera (franciául: Caméra d’Or) a Cannes-i fesztiválon átadott filmművészeti díj, melyet a fesztivál záróünnepségén adnak át. 1978-ban hozta létre Gilles Jacob, a fesztivál akkori főmegbízottja az ígéretes tehetségű fiatal művészek bátorítására. E díjjal jutalmazzák a fesztivál összes szekciójában – azaz a hivatalos válogatásban (versenyprogram {VPR), Un certain regard {UCR}) és a párhuzamos rendezvényeken (Kritikusok Hete {KRH}, Filmkészítők Kéthete {R2H, F2H}) – bemutatott legjobb első filmnek.
1983 óta egy független zsűri ítél oda, melynek elnökét a fesztivál igazgatótanácsa jelöli ki, tagjait pedig a filmrendezők, operatőrök, filmtechnikusok, valamint a francia és nemzetközi kritikusok szakmai szervezetei delegálják.
Az Arany Kamera zsűrije esetenként egyes filmeket, melyek kiválóságuknál fogva megérdemelnék az Arany Kamerát, Külön dicséretben (Mention spéciale) részesít, mely lehet Dicséret (Mention), vagy Kitüntető dicséret (Mention d'honneur).
Az átadásra kerülő trófea egy állított kristály doboz, benne a CAMERA D’OR feliraton egy stilizált arany filmkamera. A doboz alsó és felső részén aranyozott filmszalag fut körbe, az alsóra a CANNES szót és az évszámot, valamint a készítő Chopard cég nevét vésik.

## Díjazottak

### Arany Kamera
| Év   | Film                                                                                | Rendező                                                  | Ország                                           | Szekció                                          | Megj.                                            |
| ---- | ----------------------------------------------------------------------------------- | -------------------------------------------------------- | ------------------------------------------------ | ------------------------------------------------ | ------------------------------------------------ |
| 1978 | Alambrista!                                                                         | Robert Malcolm Young                                     | USA                                              | KRH                                              |                                                  |
| 1979 | Northern Lights                                                                     | John Hanson                                              | USA                                              | KRH                                              |                                                  |
| 1980 | Histoire d’Adrien                                                                   | Jean-Pierre Denis                                        | FRA                                              | KRH                                              |                                                  |
| 1981 | Desperado City                                                                      | Vadim Glowna                                             | FRG                                              | R2H                                              |                                                  |
| 1982 | Mourir à trente ans (A 30 éves halála)                                              | Romain Goupil                                            | FRA                                              | KRH                                              |                                                  |
| 1983 | Adj, király, katonát!                                                               | Erdőss Pál                                               | HUN                                              | KRH                                              |                                                  |
| 1984 | Stranger Than Paradise (Florida, a paradicsom)                                      | Jim Jarmusch                                             | USA                                              | R2H                                              |                                                  |
| 1985 | Oriana                                                                              | Fina Torres                                              | VEN                                              | UCR                                              |                                                  |
| 1986 | Noir et Blanc                                                                       | Claire Devers                                            | FRA                                              | ---                                              | [ 3 ]                                            |
| 1987 | Robinzonada, ili moj anglijszkij gyeduska (Robinzináda, avagy az én angol nagyapám) | Nana Dzsorzsadze                                         | URS                                              | UCR                                              |                                                  |
| 1988 | Salaam Bombay!                                                                      | Mira Nair                                                | IND                                              | R2H                                              |                                                  |
| 1989 | Az én XX. századom                                                                  | Enyedi Ildikó                                            | HUN                                              | UCR                                              | [ * 1 ]                                          |
| 1990 | Zamri, umri, voszkreszni! (Dermedj meg, halj meg, támadj fel!)                      | Vitalij Kanyevszkij                                      | URS                                              | UCR                                              |                                                  |
| 1991 | Toto le héros (Toto, a hős)                                                         | Jaco Van Dormael                                         | BEL                                              | R2H                                              |                                                  |
| 1992 | Mac                                                                                 | John Turturro                                            | USA                                              | R2H                                              |                                                  |
| 1993 | Mùi du du xanh – L'odeur de la papaye verte (A zöld papaya illata)                  | Tran Anh Hung                                            | VNM                                              | UCR                                              |                                                  |
| 1994 | Petits arrangements avec les morts (A holtakkal jobb kiegyezni)                     | Pascale Ferran                                           | FRA                                              | R2H                                              |                                                  |
| 1995 | Badkonake sefid (A fehér léggömb)                                                   | Dzsafar Panahi                                           | IRN                                              | R2H                                              |                                                  |
| 1996 | Love Serenade (Szerelmi szerenád)                                                   | Shirley Barrett                                          | AUS                                              | UCR                                              |                                                  |
| 1997 | Moe no szuzaku ()                                                                   | Kavasze Naomi                                            | JPN                                              | R2H                                              |                                                  |
| 1998 | Slam (Slam – A szó fegyver)                                                         | Marc Levin                                               | USA                                              | R2H                                              |                                                  |
| 1999 | Marana Simhasanam                                                                   | Murali Nair                                              | GBR                                              | UCR                                              |                                                  |
| 2000 | Djomeh                                                                              | Hassan Yekpatanah                                        | IRN                                              | UCR                                              |                                                  |
| 2000 | Zamani barayé masti asbha (A kis családfő)                                          | Bahman Ghobadi                                           | IRN                                              | R2H                                              |                                                  |
| 2001 | Atanarjuat: The Fast Runner (Atanarjuat)                                            | Zacharias Kunuk                                          | CAN                                              | UCR                                              |                                                  |
| 2002 | Bord de mer (Tengerpart)                                                            | Julie Lopes-Curval                                       | FRA                                              | R2H                                              |                                                  |
| 2003 | Reconstruction (Rekonstrukció)                                                      | Christoffer Boe                                          | DNK                                              | KRH                                              |                                                  |
| 2004 | Or (Mon trésor)                                                                     | Keren Yedaya                                             | ISR                                              | KRH                                              |                                                  |
| 2005 | Sulanga Enu Pinisa                                                                  | Vimukthi Jayasundara                                     | LKA                                              | UCR                                              |                                                  |
| 2005 | Me and You and Everyone we Know (Te meg én és minden ismerősünk)                    | Miranda July                                             | USA                                              | KRH                                              |                                                  |
| 2006 | A fost sau n-a fost? (Volt-e vagy sem?)                                             | Corneliu Porumboiu                                       | ROM                                              | R2H                                              |                                                  |
| 2007 | Meduzot (Medúzák)                                                                   | Etgar Keret és Shira Geffen                              | FRA                                              | KRH                                              |                                                  |
| 2008 | Hunger (Éhség)                                                                      | Steve McQueen                                            | DNK                                              | UCR                                              |                                                  |
| 2009 | Samson and Delilah                                                                  | Warwick Thornton                                         | AUS                                              | UCR                                              |                                                  |
| 2010 | Año bisiesto                                                                        | Michael Rowe                                             | MEX                                              | R2H                                              |                                                  |
| 2011 | Las acacias                                                                         | Pablo Giorgelli                                          | ARG                                              | KRH                                              |                                                  |
| 2012 | Beats of the Southern Wild (A messzi dél vadjai)                                    | Benh Zeitlin                                             | USA                                              | UCR                                              |                                                  |
| 2013 | Ilo Ilo                                                                             | Anthony Chen                                             | SGP                                              | R2H                                              |                                                  |
| 2014 | Party Girl                                                                          | Marie Amachoukeli-Barsacq, Claire Burger és Samuel Theis | FRA                                              | UCR                                              |                                                  |
| 2015 | La tierra y la sombra                                                               | César Augusto Acevedo                                    | COL                                              | KRH                                              |                                                  |
| 2016 | Divines                                                                             | Houda Benyamina                                          | FRA                                              | R2H                                              |                                                  |
| 2017 | Jeune femme (Egy fiatal nő)                                                         | Léonor Serraille                                         | FRA                                              | UCR                                              |                                                  |
| 2018 | Girl (Lány)                                                                         | Lukas Dhont                                              | BEL                                              | UCR                                              | [ * 2 ]                                          |
| 2019 | Nuestras madres (Anyáink                                                            | César Díaz                                               | GUA BEL                                          | R2H                                              | [ * 3 ]                                          |
| 2020 | A Covid19-pandémia miatt nem osztottak ki díjat.                                    | A Covid19-pandémia miatt nem osztottak ki díjat.         | A Covid19-pandémia miatt nem osztottak ki díjat. | A Covid19-pandémia miatt nem osztottak ki díjat. | A Covid19-pandémia miatt nem osztottak ki díjat. |
| 2021 | Murina                                                                              | Antoneta Alamat Kusijanović                              | CRO USA BRA                                      | KRH                                              | [ * 4 ]                                          |
| 2022 | War Pony                                                                            | Riley Keough, Gina Gammell                               | USA                                              | UCR                                              | [ * 5 ]                                          |
| 2023 | Bên trong vỏ kén vàng (Inside the Yellow Cocoon Shell)                              | Thien An Pham                                            | VNM                                              | F2H                                              | [ * 6 ]                                          |
| 2024 | Armand                                                                              | Halfdan Ullmann Tøndel                                   | NOR                                              | UCR                                              | [ * 7 ]                                          |

### Arany Kamera – Külön dicséret
| Év   | Film                                            | Rendező                                                                           | Ország      | Szekció | Megj.   |
| ---- | ----------------------------------------------- | --------------------------------------------------------------------------------- | ----------- | ------- | ------- |
| 1989 | Piravi                                          | Shaji N. Karun                                                                    | IND         | UCR     |         |
| 1989 | Wallers letzter Gang                            | Christian Wagner                                                                  | FRG         | KRH     |         |
| 1990 | Čas sluhů (Gyávák ideje)                        | Irena Pavlásková                                                                  | TCH         | KRH     |         |
| 1990 | Farendj                                         | Sabine Prenczina                                                                  | FRA         | ---     | [ 3 ]   |
| 1991 | Proof (Bizonyíték)                              | Jocelyn Moorhouse                                                                 | AUS         | R2H     |         |
| 1991 | Sam & Me                                        | Deepa Mehta                                                                       | CAN         | KRH     |         |
| 1993 | Friends                                         | Elaine Proctor                                                                    | ZAF         | VPR     |         |
| 1994 | Samt el qusur (A palota csendje)                | Moufida Tlatli                                                                    | TUN         | R2H     |         |
| 1995 | Denise Calls Up (Tartsd a vonalat)              | Hal Salwen                                                                        | USA         | KRH     |         |
| 1997 | La vie de Jésus (Jézus élete)                   | Bruno Dumont                                                                      | FRA         | R2H     |         |
| 2002 | Japón (Japán)                                   | Carlos Reygadas                                                                   | MEX         | R2H     |         |
| 2003 | Osama                                           | Siddiq Barmak                                                                     | AFG         | R2H     |         |
| 2004 | Lù cseng (路程, Lù chéng)                       | Jang Csao (杨超, Yang Chao)                                                       | CHN         | UCR     |         |
| 2004 | Khab-e talkh                                    | Mohsen Amiryoussefi                                                               | IRN         | KRH     |         |
| 2007 | Control                                         | Anton Corbijn                                                                     | GBR         | R2H     |         |
| 2008 | Все умрут, а я останусь (Csak én nem halok meg) | Valerija Gaja Germanika                                                           | RUS         | KRH     |         |
| 2009 | Ajami                                           | Scandar Copti és Yaron Shani                                                      | ISR         | R2H     |         |
| 2022 | Plan 75 (A 75-ös terv)                          | Hajakava Csie                                                                     | JPN FRA PHL | UCR     | [ * 5 ] |
| 2024 | Mongrel                                         | Cseng Vej Liang (曾威量, Chiang Wei Liang) és Jin Ju Csiao (尹又巧, You Qiao Yin) | TWN SIN FRA | F2H     | [ * 7 ] |